# 波亚克
波亚克（法語：Pauillac，法語發音：[pojak]），法国西南部城市，新阿基坦大区吉伦特省的一个市镇，隶属于莱斯帕尔梅多克区，其市镇面积为22.74平方公里，2022年1月1日时人口数量为5,165人，在法国城市中排名第2,181位。
波亚克位于吉伦特省西北部，梅多克半岛东部，吉伦特河口左岸，是一个区域性的中心城市。波亚克因葡萄酒而闻名，拉菲酒庄、拉度酒庄和木桐酒庄位于此地。

## 地名来源
波亚克最初于公元4世纪时在马格努斯·奥索尼乌斯的一篇著作里以“Pauliacos”的形式被记载，该名称的来源及含义尚有待考证。1801年以前，当地官方名称拼写曾为“Pauilliac”。
波亚克所处区域历史上曾通行加斯科涅方言，“Pauillac”在奥克语维基百科及Openstreetmap中被标记为“Paulhac”。
此外，因翻译标准不同，“Pauillac”在部分汉语资料中又被译为波雅克。

## 历史

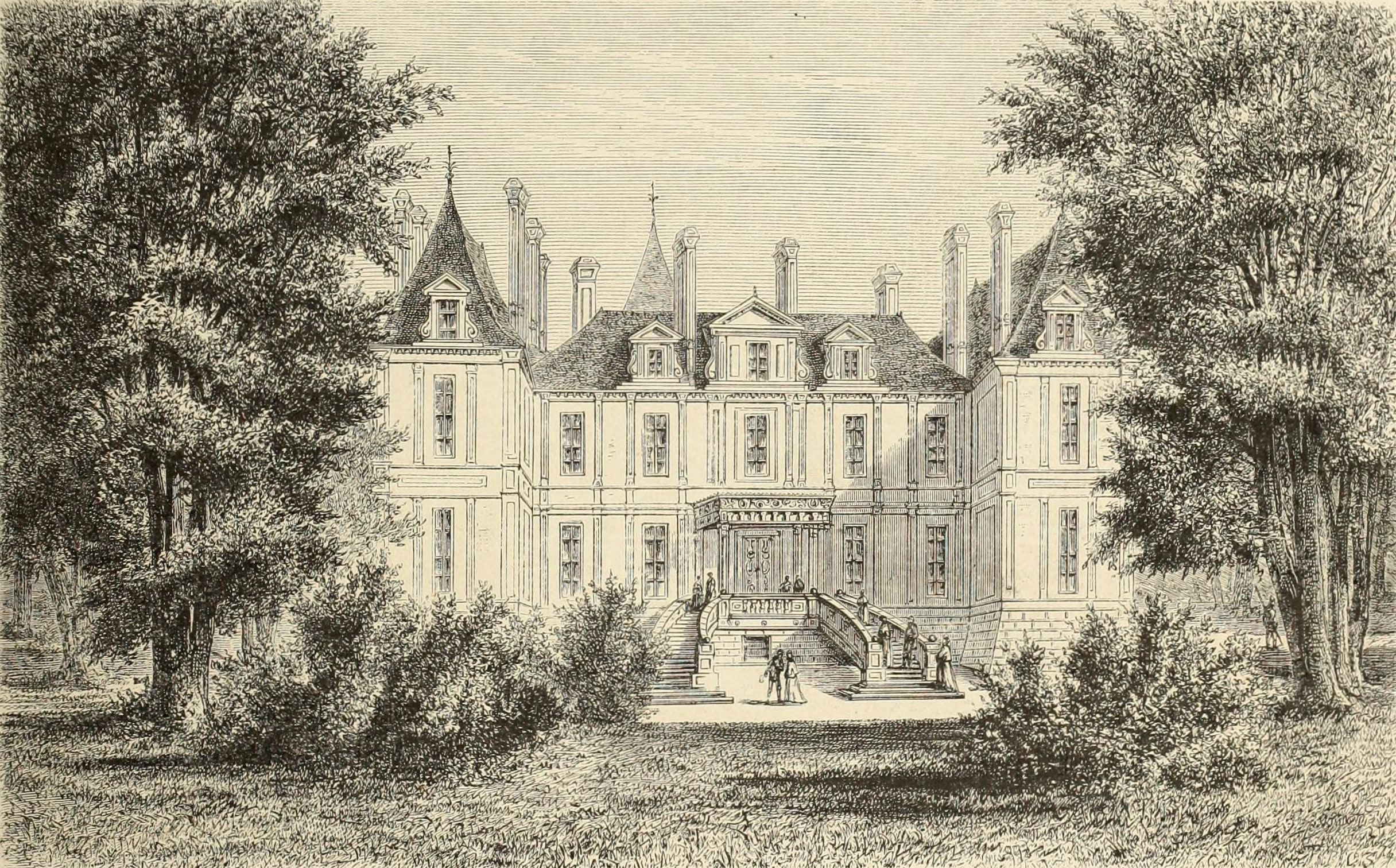
19世纪初波亚克境内的一处酒庄城堡

波亚克的早期历史尚不清楚。根据当地官方网站的论述，波亚克境内曾发现中青铜器时期的人类活动遗迹。高卢-罗马时期，波亚克所处的梅多克半岛多湿地分布，被称为“pagus des Medulli”。中世纪时，波亚克曾分属圣马丁德波亚克（Saint-Martin de Pauillac）和圣朗贝尔（Saint-Lambert）两个堂区。自公元14世纪以来，梅多克半岛开始出现葡萄酒种植业。17世纪后，得益于吉伦特河口航运的发展，波亚克逐渐发展成为一座工商业城市。1785年，波亚克境内建成了一处瓦窑厂。法国大革命后，圣马丁德波亚克和圣朗贝尔合并为波亚克，成为吉伦特省的一个市镇。工业革命期间，途径波亚克的拉夫济—潘特德格拉沃铁路建成通车。19世纪末，受根瘤蚜疫情的影响，波亚克的葡萄酒种植业遭到严重打击。第一次世界大战期间，美军曾在波亚克建立“波亚克特龙普卢”海军军事基地（base maritime de Pauillac-Trompeloup），后改为民用港口。二战结束后，波亚克的葡萄酒种植业恢复并有所扩张，波亚克的旅游业亦因此得到发展。

## 地理

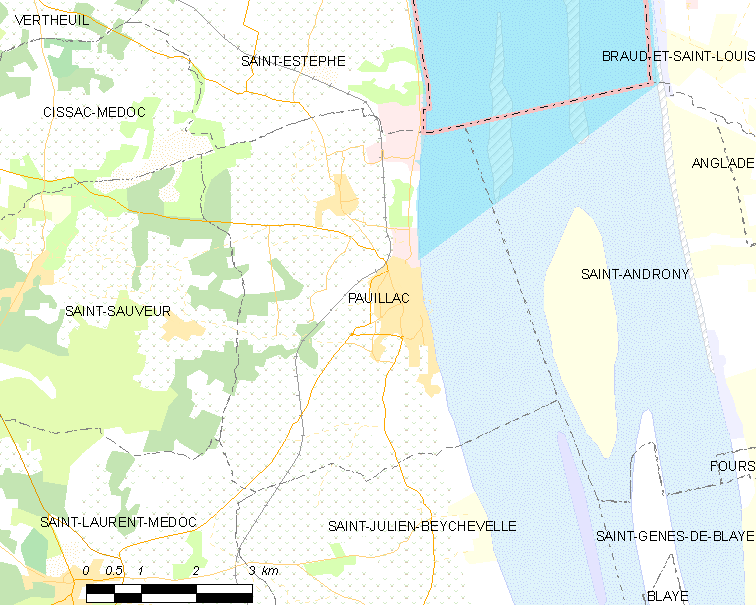
波亚克市镇范围地图

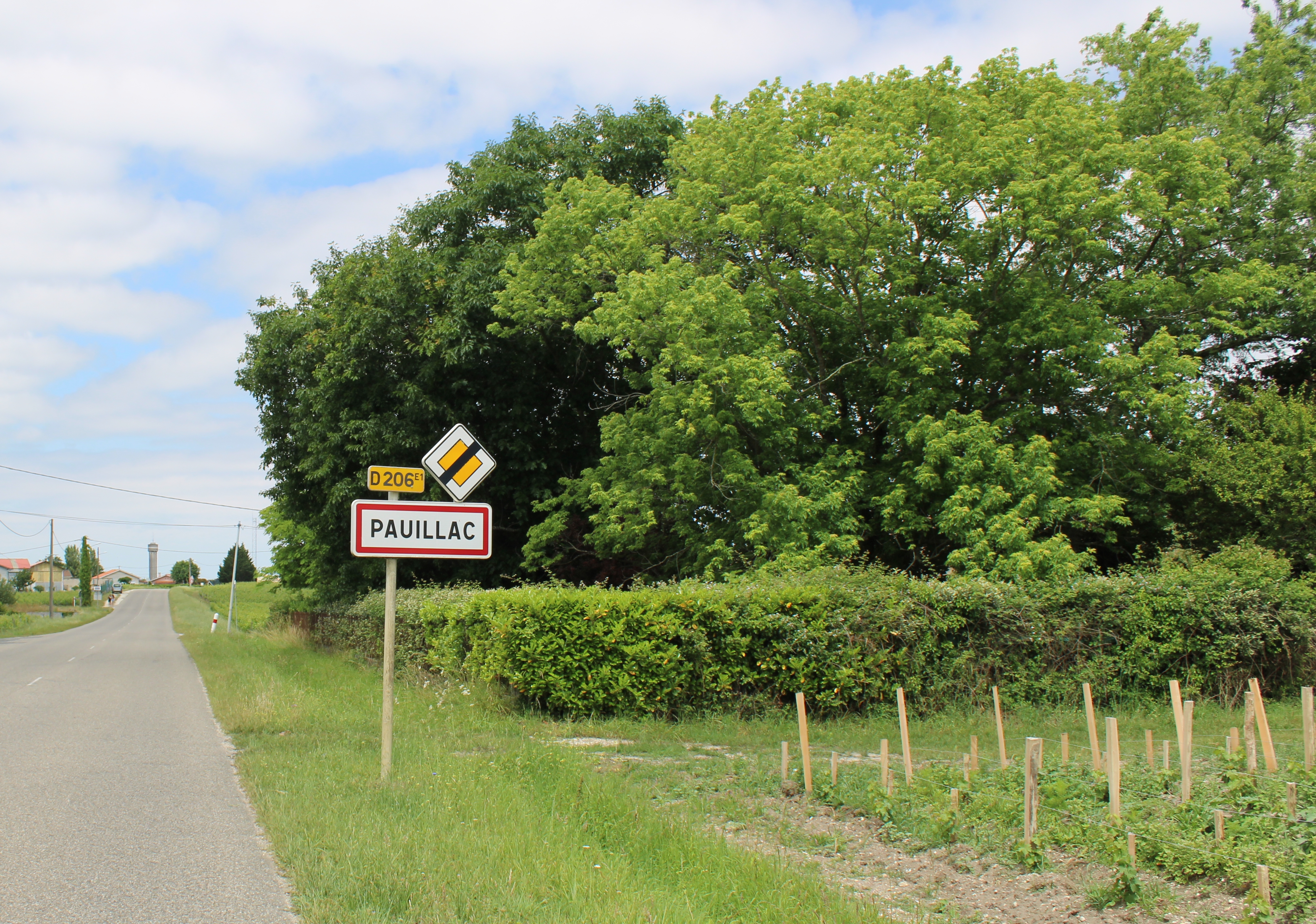
波亚克境内的一处林地

波亚克位于法国西南部，新阿基坦大区西部和吉伦特省西北部，距离省会波尔多大约52公里。与波亚克接壤的市镇包括：布罗和圣路易、锡萨克梅多克、圣埃斯泰夫、圣索沃尔、圣洛朗梅多克、圣昂德罗尼和圣于连贝什韦勒。

### 地形
波亚克位于梅多克半岛东部，境内以平原为主，市镇中心地势较为平坦，整体地势自吉伦特河岸向西侧略有抬升，全境海拔在0到29米之间。

### 水文
波亚克位于吉伦特河口的左岸，一条名叫“Chenal du Gaet”的小溪自西向东流经市区北侧。

### 植被
波亚克属于温带阔叶混交林区，当地大部分非城市用地被开辟为葡萄酒种植园，林地在市镇范围内亦有散落分布。
在鲜花城市的评比中，波亚克暂未被评级。

### 气候
波亚克在柯本气候分类法中属于温带海洋性气候（Cfb）。
波亚克境内设有气象站，以下为该气象站的数据（其中日照数据取自波尔多气象站）：
| 波亚克 1981年－2019年 | 波亚克 1981年－2019年 | 波亚克 1981年－2019年 | 波亚克 1981年－2019年 | 波亚克 1981年－2019年 | 波亚克 1981年－2019年 | 波亚克 1981年－2019年 | 波亚克 1981年－2019年 | 波亚克 1981年－2019年 | 波亚克 1981年－2019年 | 波亚克 1981年－2019年 | 波亚克 1981年－2019年 | 波亚克 1981年－2019年 | 波亚克 1981年－2019年 |
| 月份                  | 1月                   | 2月                   | 3月                   | 4月                   | 5月                   | 6月                   | 7月                   | 8月                   | 9月                   | 10月                  | 11月                  | 12月                  | 全年                  |
| --------------------- | --------------------- | --------------------- | --------------------- | --------------------- | --------------------- | --------------------- | --------------------- | --------------------- | --------------------- | --------------------- | --------------------- | --------------------- | --------------------- |
| 历史最高温 °C（°F）   | 19.5 (67.1)           | 23.2 (73.8)           | 26.5 (79.7)           | 31.1 (88.0)           | 34.7 (94.5)           | 40.5 (104.9)          | 41 (106)              | 40.5 (104.9)          | 39 (102)              | 30.5 (86.9)           | 24.8 (76.6)           | 23 (73)               | 41 (106)              |
| 平均高温 °C（°F）     | 9.9 (49.8)            | 11.3 (52.3)           | 14.7 (58.5)           | 17.3 (63.1)           | 21.4 (70.5)           | 24.7 (76.5)           | 26.9 (80.4)           | 27 (81)               | 24 (75)               | 19.4 (66.9)           | 13.8 (56.8)           | 10.4 (50.7)           | 18.4 (65.1)           |
| 日均气温 °C（°F）     | 6.6 (43.9)            | 7.4 (45.3)            | 10.1 (50.2)           | 12.4 (54.3)           | 16.2 (61.2)           | 19.2 (66.6)           | 21.1 (70.0)           | 21.2 (70.2)           | 18.4 (65.1)           | 14.8 (58.6)           | 10 (50)               | 7.2 (45.0)            | 13.7 (56.7)           |
| 平均低温 °C（°F）     | 3.3 (37.9)            | 3.5 (38.3)            | 5.5 (41.9)            | 7.5 (45.5)            | 11 (52)               | 13.8 (56.8)           | 15.4 (59.7)           | 15.5 (59.9)           | 12.8 (55.0)           | 10.3 (50.5)           | 6.3 (43.3)            | 4 (39)                | 9.1 (48.4)            |
| 历史最低温 °C（°F）   | −16 (3)               | −12 (10)              | −9 (16)               | −3 (27)               | 2 (36)                | 5 (41)                | 7.5 (45.5)            | 7 (45)                | 2 (36)                | −1.5 (29.3)           | −5.5 (22.1)           | −9.5 (14.9)           | −16 (3)               |
| 平均降水量 mm（）     | 83.9 (3.30)           | 61.5 (2.42)           | 57.6 (2.27)           | 73.3 (2.89)           | 62.6 (2.46)           | 52.5 (2.07)           | 49 (1.9)              | 50.6 (1.99)           | 68.5 (2.70)           | 93.8 (3.69)           | 110.7 (4.36)          | 97.8 (3.85)           | 861.8 (33.93)         |
| 月均日照時數          | 96                    | 114.9                 | 169.7                 | 182.1                 | 217.4                 | 238.7                 | 248.5                 | 242.3                 | 202.7                 | 147.2                 | 94.4                  | 81.8                  | 2,035.7               |
| 来源：infoclimat.fr   |                       |                       |                       |                       |                       |                       |                       |                       |                       |                       |                       |                       |                       |

## 行政区划
波亚克的市镇编号为33314，邮政编号为33250。
在行政管理方面，波亚克隶属于法国新阿基坦大区吉伦特省莱斯帕尔梅多克区；在地方选举方面，波亚克隶属于北梅多克县，其市镇范围全境被划入吉伦特省第五选区；在社会管理方面，波亚克是梅多克半岛之心市镇公共社区的组成部分。
截至2024年7月，波亚克市镇范围内暂无任何城市敏感街区及城市政策优先街区。
法国国家统计与经济研究所（简称“INSEE”）在进行数据统计时，将波亚克市镇单独设为波亚克城市核心区（Unité urbaine de Pauillac），并将包括核心区在内的周边共5个市镇划为波亚克城市区（Aire urbaine de Pauillac）。自2020年起，波亚克城市区被相同范围的波亚克城市辐射区代替。此外，INSEE还将波亚克市镇分为了两个“块区”（IRIS），以便于统计人口分布情况。

## 交通

### 公路
吉伦特省省道D2线、D2E6线、D104E2线、D104E3线、D205线和D206线在波亚克境内交汇。新阿基坦大区下属的吉伦特省的城际客运705线经停波亚克，可通往波尔多、布朗克福尔等地。
| 8 | 46 |

| 波尔多 | 53 |

| 莱斯帕尔梅多克 | 21 |

| 布鲁日 | 48 |

2020年，68.2%的波亚克家庭拥有至少一辆私人汽车。2021年，波亚克境内共发生各类交通事故3起，造成5人重伤。

### 铁路

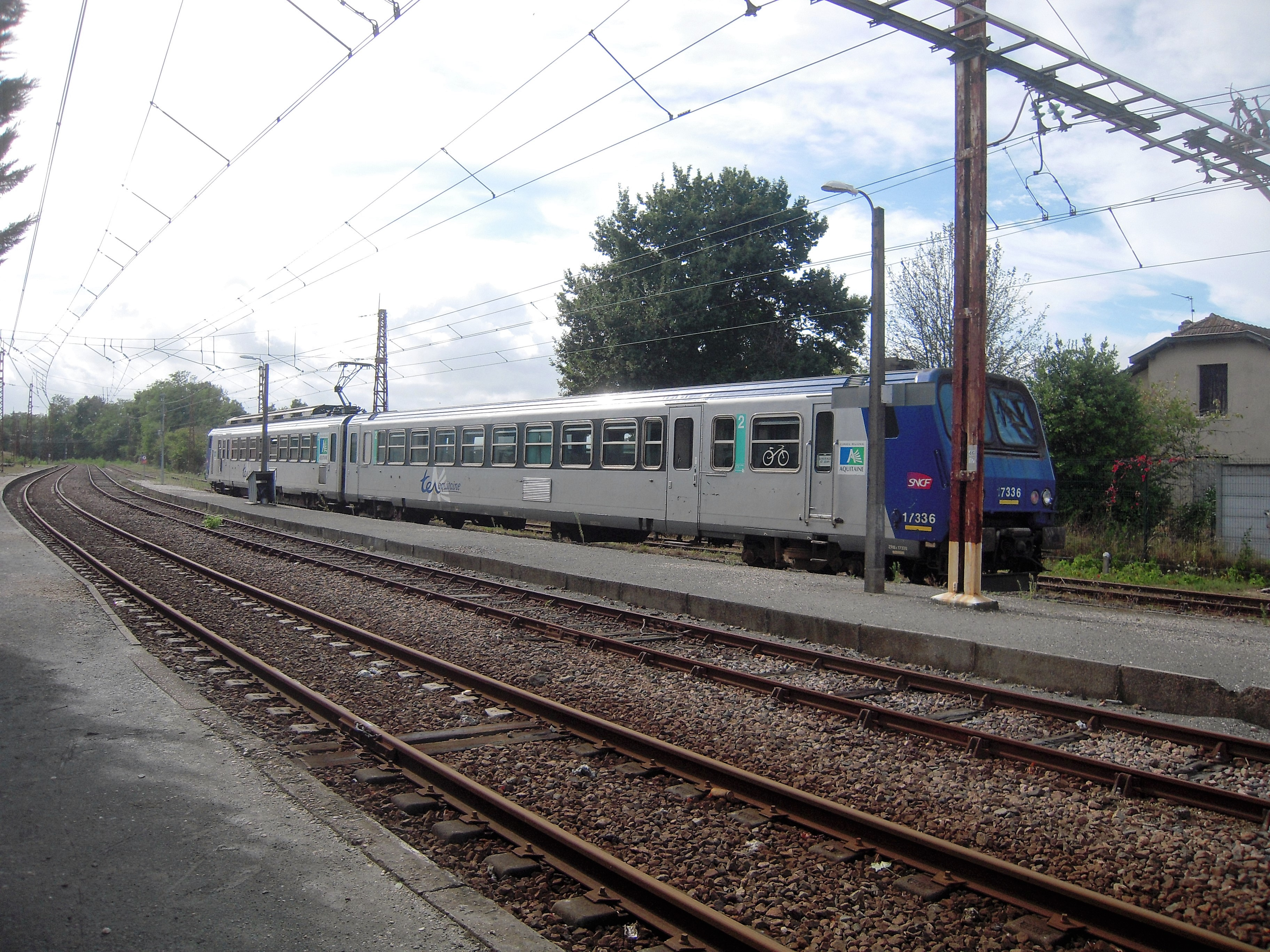
波亚克火车站内的股道

波亚克位于拉夫济—潘特德格拉沃铁路上。波亚克站位于市区西北部，停靠往返于波尔多和拉潘特德格拉沃一线的区域列车。

### 航空
波亚克距离波尔多-梅里尼亚克机场的公路里程大约52公里。

### 城市公共交通
截至2024年7月，波亚克暂无城市公共交通系统。

## 政治

### 市政内阁

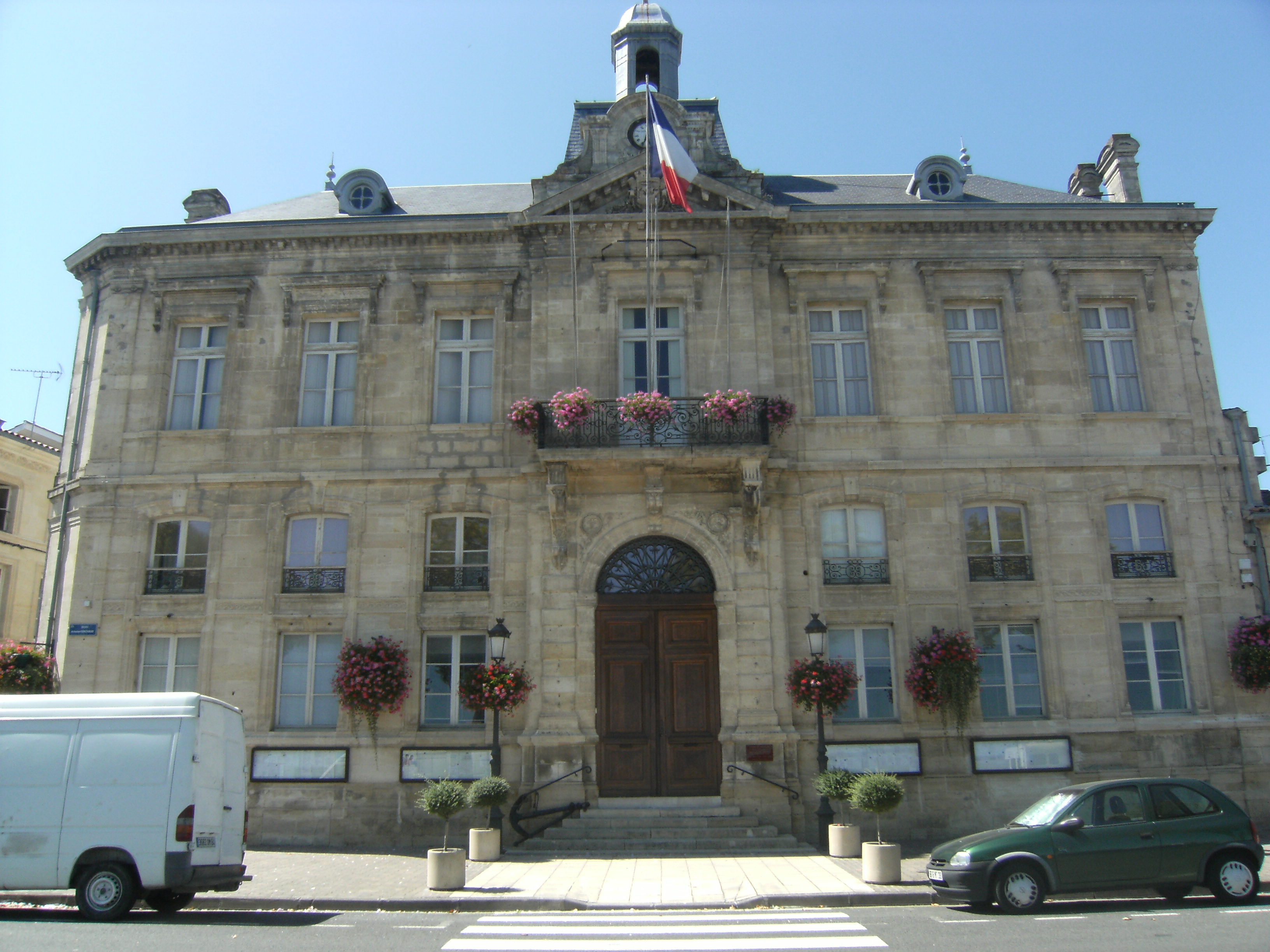
波亚克市政厅

波亚克的现任市长为弗洛朗·法坦先生（Florent FATIN），他是一名中间派，在2020年的市政选举中获得了38.01%的支持率。
| 波亚克历届市长         | 波亚克历届市长                      | 波亚克历届市长                           |
| 任期                   | 市长                                | 党派                                     |
| ---------------------- | ----------------------------------- | ---------------------------------------- |
| （1947年以前资料暂缺） |                                     |                                          |
| 1947年－1952年         | Robert FERRAND 罗贝尔·费朗          | RPF法国人民联盟 →DVD右翼无党派人士       |
| 1952年－1991年         | André CAZÈS 安德烈·卡泽斯           | DVD右翼无党派人士 →RPR保衛共和聯盟       |
| 1991年－2001年         | Louis SÉNILLON 路易·塞尼永          | RPR保衛共和聯盟 →UMP人民运动联盟         |
| 2001年－2014年         | Sébastien HOURNAU 塞巴斯蒂安·乌尔诺 | PS社会党                                 |
| 2014年－               | Florent FATIN 弗洛朗·法坦           | UDI民主人士和独立人士联盟 →DVC混杂中间派 |

### 各级选举
| 波亚克历届投票选举结果 | 波亚克历届投票选举结果 | 波亚克历届投票选举结果 | 波亚克历届投票选举结果 | 波亚克历届投票选举结果            | 波亚克历届投票选举结果 | 波亚克历届投票选举结果 | 波亚克历届投票选举结果  | 波亚克历届投票选举结果 | 波亚克历届投票选举结果 |
| 选举项目               | 选举范围               | 选区单位               | 选区单位内的选举结果   | 选区单位内的选举结果              | 选区单位内的选举结果   | 选区单位内的选举结果   | 选区单位内的选举结果    | 选区单位内的选举结果   | 参考资料               |
| 选举项目               | 选举范围               | 选区单位               | 第一轮胜出者           | 第一轮胜出者                      | 支持率                 | 第二轮胜出者           | 第二轮胜出者            | 支持率                 | 参考资料               |
| ---------------------- | ---------------------- | ---------------------- | ---------------------- | --------------------------------- | ---------------------- | ---------------------- | ----------------------- | ---------------------- | ---------------------- |
| 2017年法國總統選舉     | 法國                   | 市镇                   |                        | 玛丽娜·勒庞                       | 33.38%                 |                        | 埃马纽埃尔·马克龙       | 53.29%                 | [ 27 ]                 |
| 2017年法国立法选举     | 吉伦特省第五选区       | 市镇                   |                        | 伯努瓦·西米扬                     | 27.31%                 |                        | 帕斯卡勒·戈特           | 54.22%                 | [ 27 ]                 |
| 2019年欧洲议会选举     | 法國                   | 市镇                   |                        | 若尔丹·巴尔代拉                   | 35.98%                 | （不适用）             | （不适用）              | （不适用）             | [ 29 ]                 |
| 2021年法国省级选举     | 吉倫特省               | 县                     |                        | 克洛埃·沙尼亚 格雷瓜尔·德富尔纳斯 | 35.33%                 |                        | 斯泰凡·勒博 米谢勒·桑图 | 52.59%                 | [ 30 ] [ 31 ]          |
| 2021年法国省级选举     | 吉倫特省               | 市镇                   |                        | 克洛埃·沙尼亚 格雷瓜尔·德富尔纳斯 | 39.33%                 |                        | 斯泰凡·勒博 米谢勒·桑图 | 53.4%                  | [ 30 ] [ 31 ]          |
| 2021年法国大区选举     |                        | 市镇                   |                        | 埃德维热·迪亚兹                   | 35.03%                 |                        | 阿兰·鲁塞               | 39.13%                 | [ 32 ]                 |
| 2022年法国总统选举     | 法國                   | 市镇                   |                        | 玛丽娜·勒庞                       | 35.18%                 |                        | 玛丽娜·勒庞             | 56%                    | [ 27 ]                 |
| 2022年法国立法选举     | 吉伦特省第五选区       | 市镇                   |                        | 格雷瓜尔·德富尔纳斯               | 45.9%                  |                        | 格雷瓜尔·德富尔纳斯     | 64.41%                 | [ 27 ]                 |
| 2024年欧洲议会选举     | 法國                   | 市镇                   |                        | 若尔丹·巴尔代拉                   | 48.05%                 | （不适用）             | （不适用）              | （不适用）             | [ 27 ]                 |

## 人口
2021年，波亚克市镇人口数量为5,098，在法国排名第2,181位。其中男性2,486人，女性2,598人，75岁及以上人口占9.8%，外籍人口数量不详，人口密度为224人/平方公里，当地居民被称为（男性）或（女性）。2022年，波亚克境内出生47人，死亡人口67人。
| 波亚克1901年－2021年人口变化情况 |
|                                  |
| 数据来源：Cassini、INSEE         |

## 经济
波亚克是一个区域性的中心城市。截至2024年7月，波亚克市镇范围内共有各类用人单位（包含自雇）755家，平均历史为20年，其中95.9%为中小型企业（PME），2024年5月至7月间，当地的经济活力指数为0。（葡萄酒）、（零售）及（行政管理）是当地2022年营业额最高的三个企业，分别为18,344,326欧元、16,879,385欧元和5,229,088欧元。

## 财政与居民收入
2022年，波亚克的财政收入总额为7,266,400欧元，财政支出总额为6,377,430欧元，当年的债务总额为6,059,760欧元。2022年，波亚克市镇通过增值税获得284,420欧元的收入，此外当地还共获得了252,880欧元的国家直接财政补助。
| 波亚克居民收入情况                               | 波亚克居民收入情况 | 波亚克居民收入情况    | 波亚克居民收入情况 |
| 内容                                             | 波亚克             | 法国                  | 统计年份           |
| ------------------------------------------------ | ------------------ | --------------------- | ------------------ |
| 征税家庭总数                                     | 2,159              | 1,081（法国市镇平均） | 2022年             |
| 居民平均月收入                                   | 1,995欧元          | 2,435欧元             | 2022年             |
| 高级职员人均月收入                               | 4,294欧元          | 4,331欧元             | 2021年             |
| 中级职员人均月收入                               | 2,098欧元          | 2,470欧元             | 2021年             |
| 普通职员人均月收入                               | 1,711欧元          | 1,801欧元             | 2021年             |
| 贫困率                                           | 23%                | 14.5%                 | 2020年             |
| 青壮年（15至64岁）失业率                         | 19.4%              | 7.4%                  | 2020年             |
| 征税家庭数量占比                                 | 33.0%              | 45.5%                 | 2020年             |
| 家庭年均纳税                                     | 2,391欧元          | 4,393欧元             | 2022年             |
| 资料来源：INSEE、L'Internaute、Le Journal du Net |                    |                       |                    |

## 社会事务

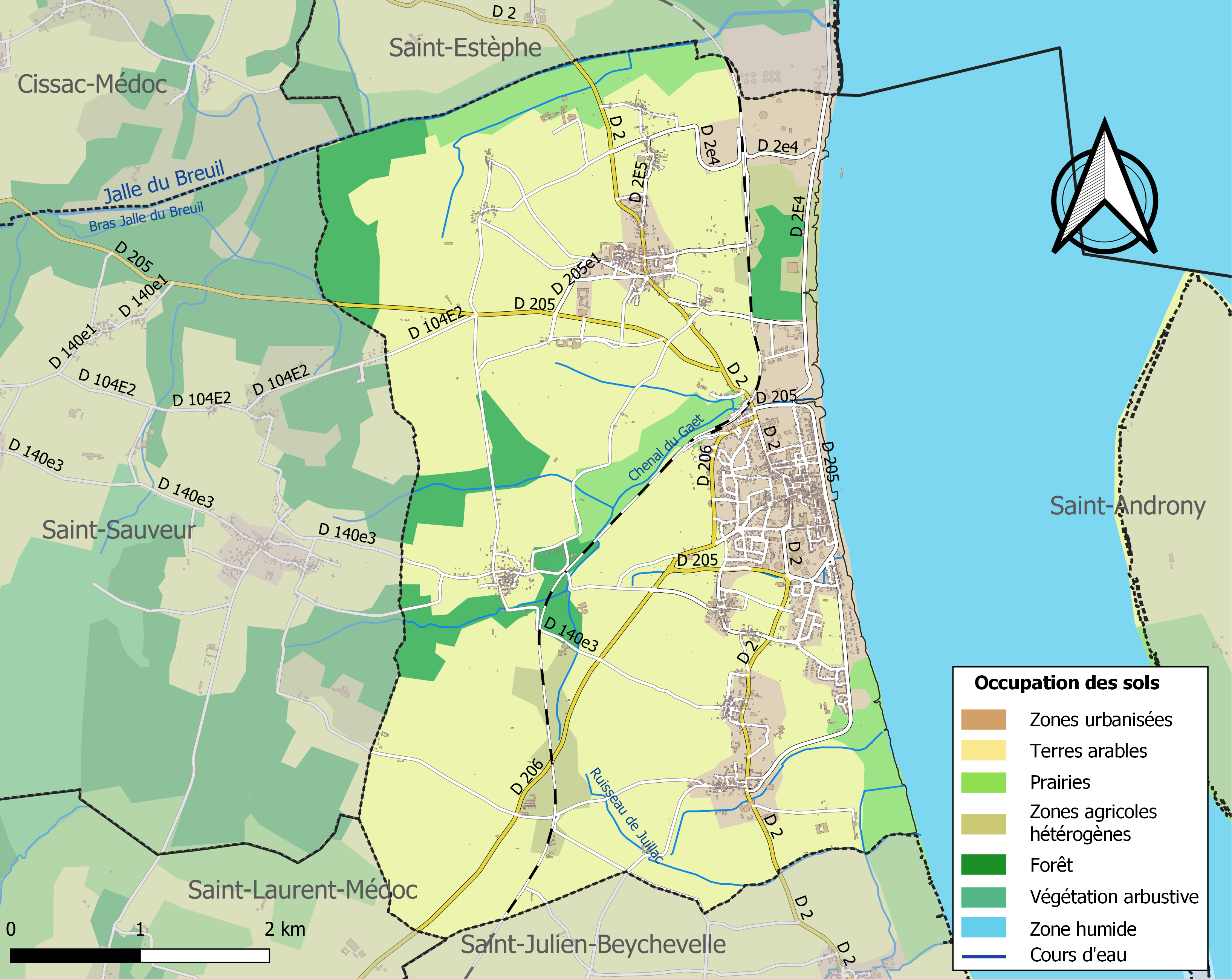
波亚克土地利用情况地图

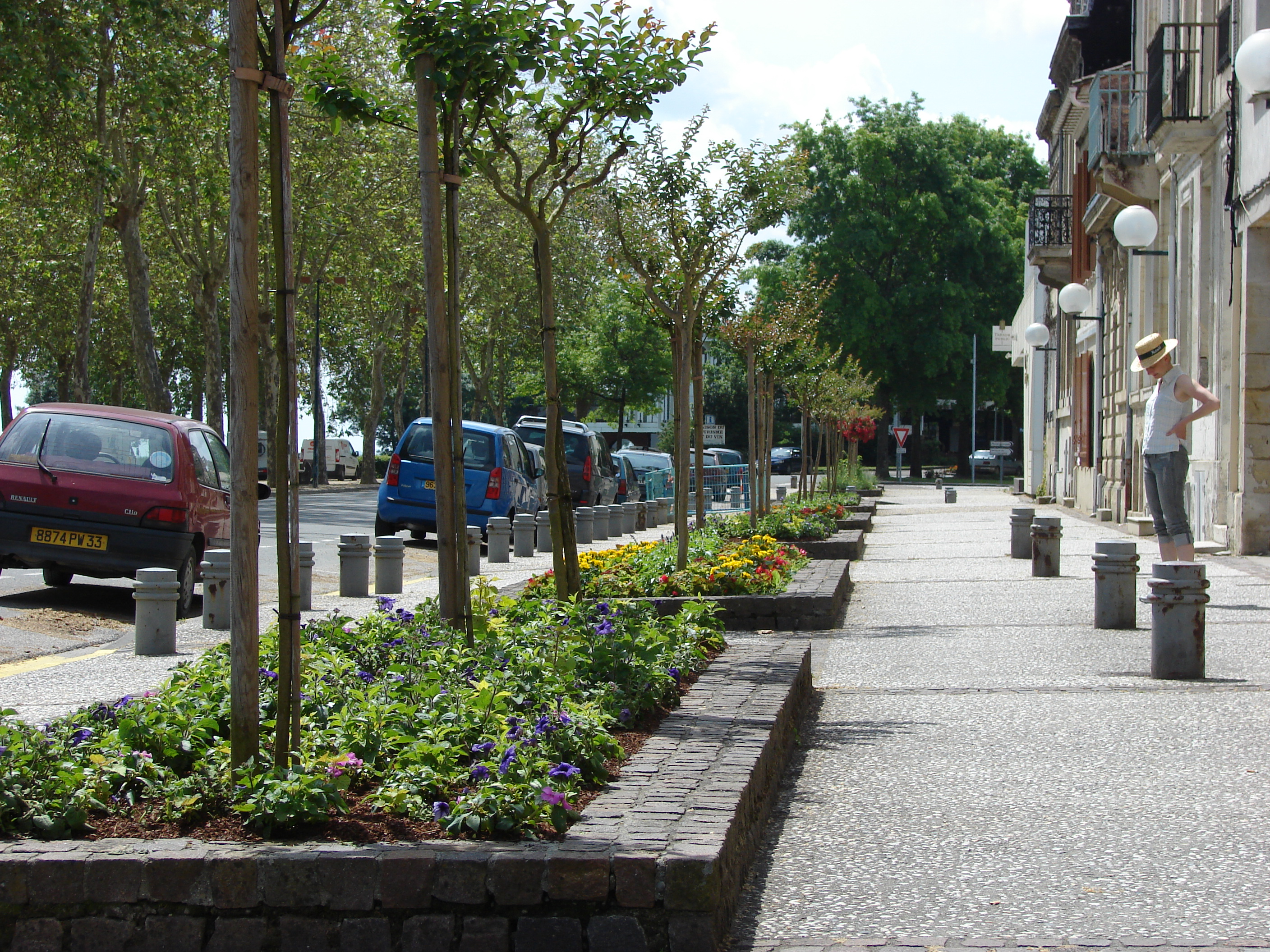
阿尔贝·皮雄街

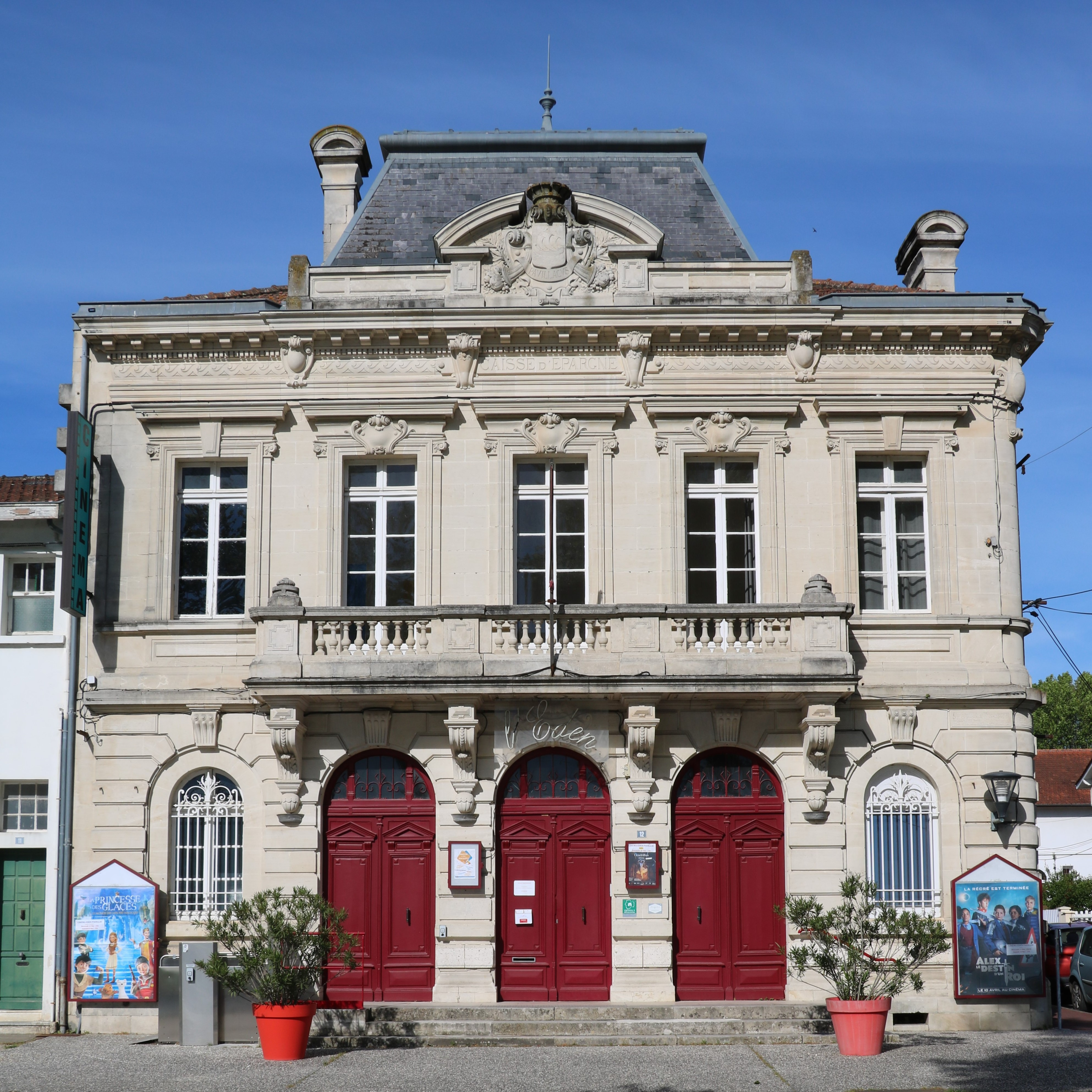
埃当电影院

### 教育
波亚克属于波尔多学区。截至2021年1月1日，波亚克境内共有4所小学、2所初级中学、2所普通高中、1所农业高中和1所职业高中。2022至2023学年度，波亚克境内共有在校中等教育阶段学生1,519名。

### 医疗
截至2021年1月1日，波亚克境内共有全科医生6名、保健师12名、牙医2名、护士13名、眼科医生1名、助产士1名、儿科医生3名和妇科医生1名。境内共有药房3家、养老院2家。
距离波亚克最近的区域性医疗机构为波尔多大学中心医院，其主病区佩勒格兰医院位于波尔多市区西侧，距离波亚克市区的正常车程约56分钟，该院设有床位1,408个，是新阿基坦大区规模最大的公立综合性医院。

### 住房
2020年，波亚克境内共有各类住房2,703套，其中72.4%为独立式住宅，26.5%为集中式住宅。常住房屋占波亚克市镇范围内居民建筑总量的84.0%。
在住房保障政策方面，2022年，波亚克境内共有347户家庭获得了住房经济补助，受益人数占总人口数量的6.8%，其中334份为房租补助。

### 商业
2021年，波亚克境内共有各类实体商铺87家，其中餐厅15家、大型超市4家、杂货店1家、面包房2家、书店1家、装饰品店1家、银行门店6家、美容美发店5家、汽车维修店5家。波亚克镇中心建有一家Intermarché和Lidl超市。

### 体育
2021年，波亚克境内共有1家游泳池、2间体育馆、2座综合体育场、5处网球场、3处足球或橄榄球场以及1处篮球或排球场。
截至2024年6月，波亚克境内暂无任何注册足球俱乐部。

### 环境
波亚克的环境事务由其所属的梅多克半岛之心市镇公共社区联合各级政府协调负责。2021年，波亚克境内共有1家污染企业。

### 治安
2021年，波亚克市镇范围内有1处宪兵队。
波亚克及其附近的共52个市镇是莱斯帕尔梅多克国家宪兵队（zone gendarmerie de Lesparre-Médoc）的管辖范围。2020年，该宪兵队累计记录各类案件4,729起，其中盗窃类案件2,769起，经济类案件592起，毒品交易类案件165起。

## 文化

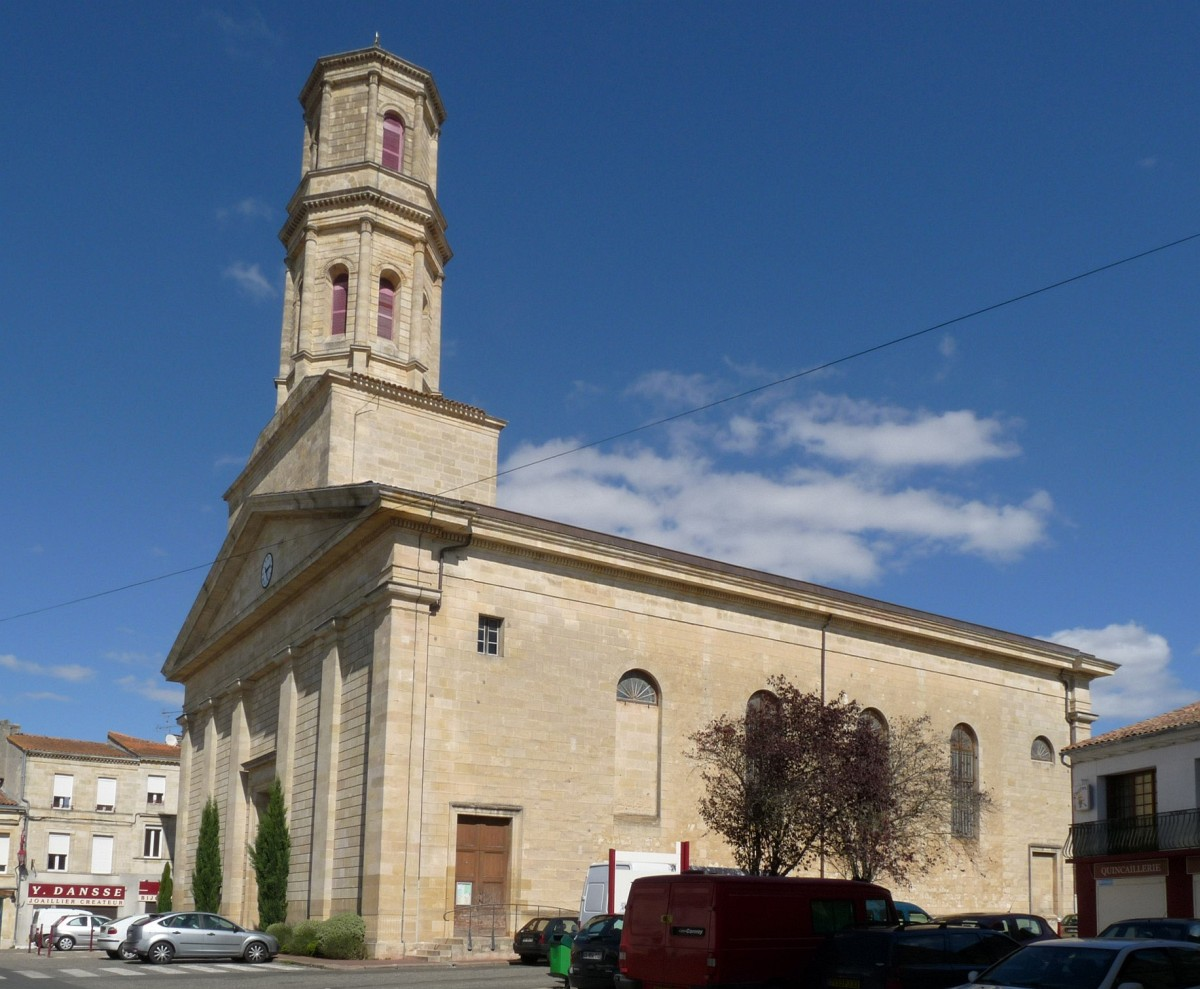
圣马丁教堂

2021年，波亚克境内共有1家电影院。波亚克境内建有多媒体中心（Médiathèque），每周二至六向公众开放。

### 建筑
波亚克境内有多处历史建筑，其中圣马丁教堂、拉菲酒庄等为法国国家文物保护单位。

### 旅游
波亚克的旅游事务由其所属的梅多克半岛之心市镇公共社区联合各级政府协调负责。2023年，波亚克境内共有2家酒店共计73间房间；另有1个露营地，可容纳共58辆露营车。

### 媒体
法国主要的媒体均可在波亚克接收，法国电视三台下属的新阿基坦大区频道在部分时段播出波亚克所在吉伦特省的地方新闻。《梅多克日报》、《西南报》、蓝色法兰西吉伦特广播、波尔多电视台等是当地主要的地方性媒体。

## 相关人物
法国足球运动员利利安·拉斯朗德出生于波亚克。

## 友好城市
截至2024年7月，波亚克共与两座城市建立了友好城市关系：
- 德国 Pullach im Isartal
- 上加龙省 波亚克